# Xenagama zonura
Espèce
Synonymes
- Agama zonura Boulenger, 1895
- Acanthocercus zonurus (Boulenger, 1895)

Xenagama zonura est une espèce de sauriens de la famille des Agamidae.

## Répartition
Cette espèce est endémique  d'Éthiopie.

## Description
Les mâles mesurent jusqu'à 84,5 mm de longueur standard.

## Publication originale
- Boulenger, 1895 : An account of the reptiles and batrachians collected by Dr. A. Donaldson Smith in western Somali-land and the Galla Country. Proceedings of the Zoological Society of London, vol. 1895, p. 530-540 (texte intégral).